# Papilio laglaizei
Papilio laglazei là một loài bướm thuộc họ Bướm phượng (Papilionidae). 
Loài Papilio laglaizei được mô tả năm 1877 bởi Depuiset. Loài bướm Papilio laglaizei sinh sống ở New Guinea . Nó là loài bắt chước loài Alcides agathyrsus.

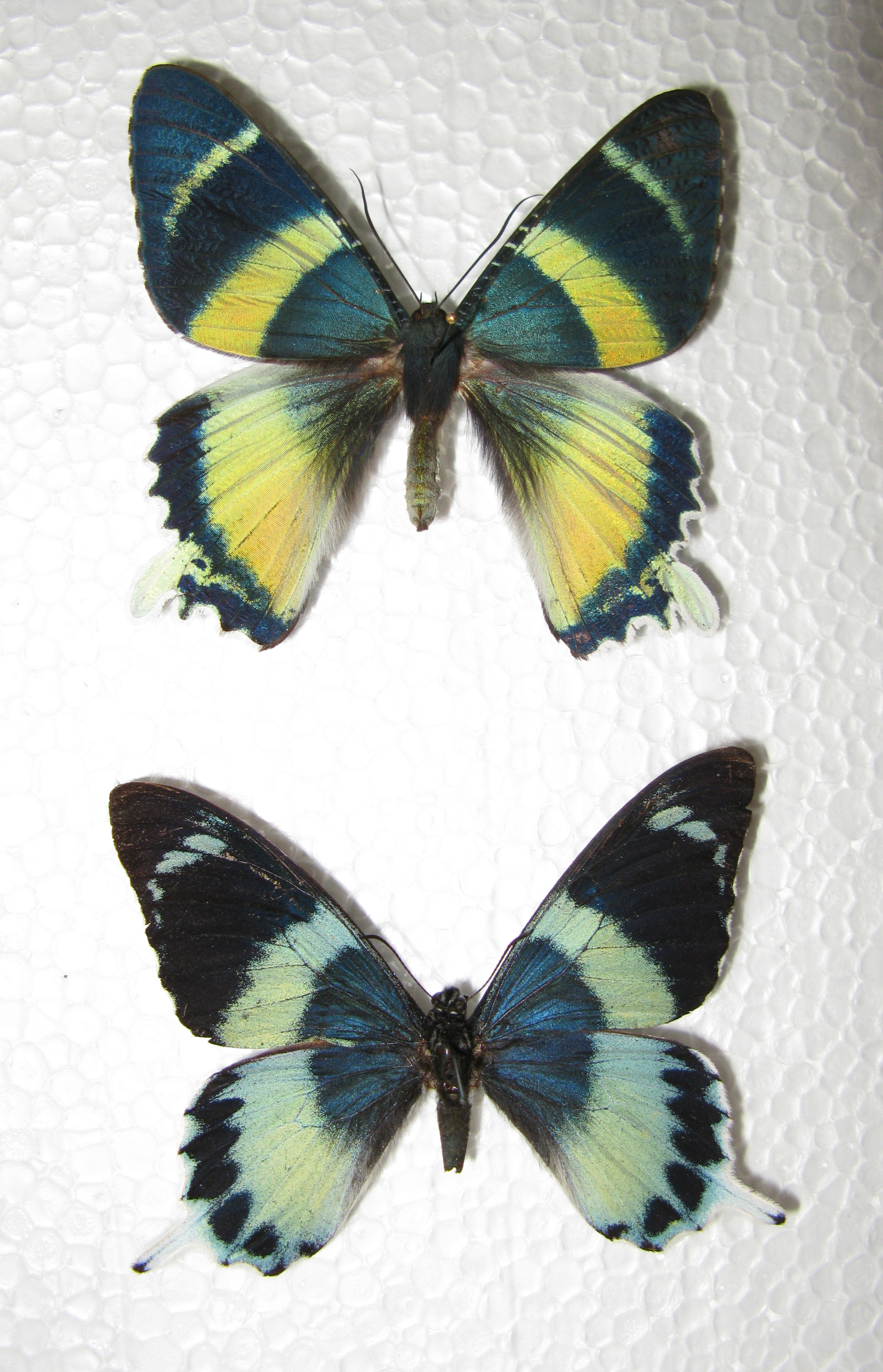
Alcidis agathyrsus, top & Papilio laglaizei

Ấu trùng ăn loài Litsea.

## Hình ảnh

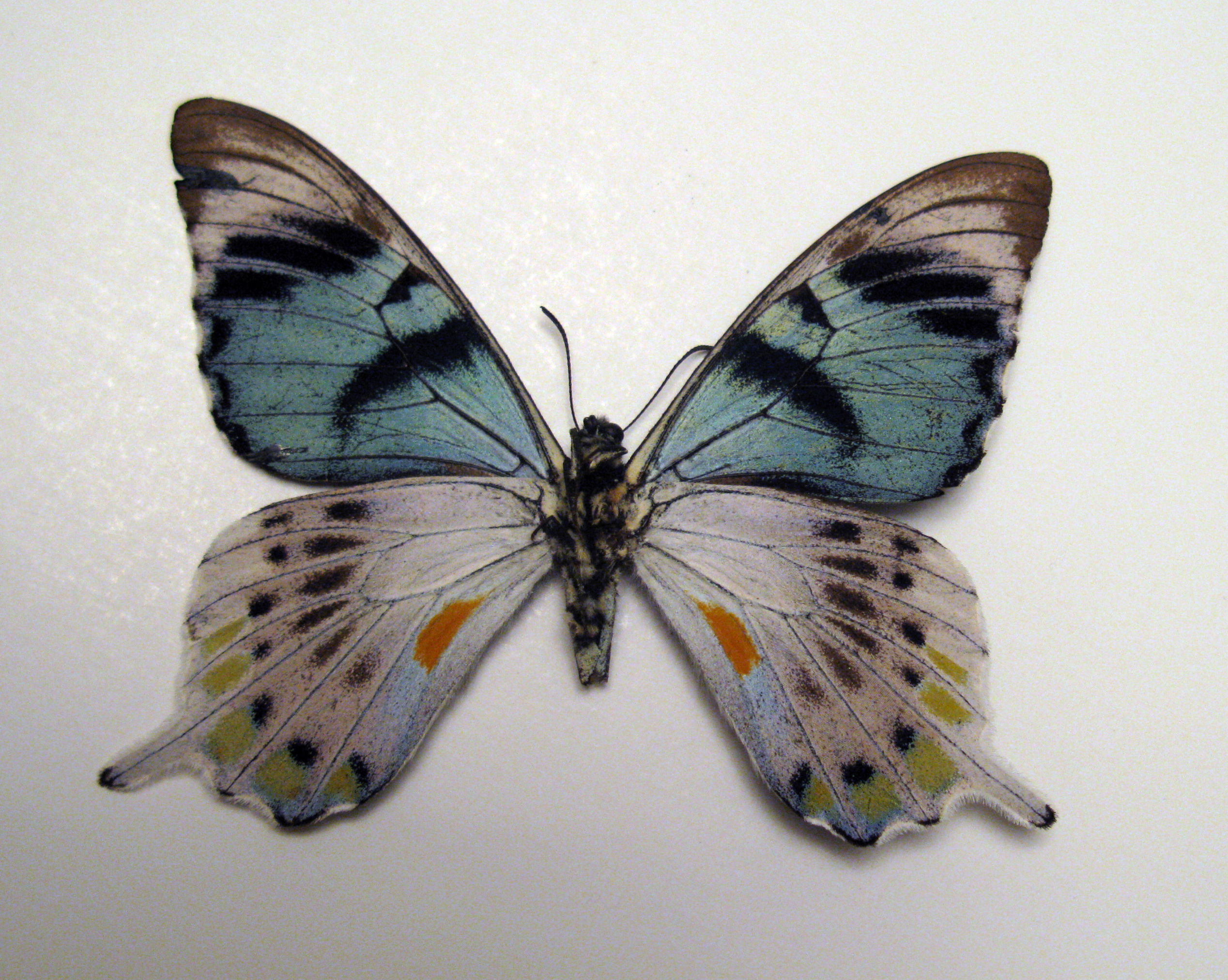